# モンゴメリー郡 (アーカンソー州)
モンゴメリー郡（モンゴメリーぐん、Montgomery County）はアメリカ合衆国アーカンソー州に位置する郡である。2000年現在、ここの人口は9,245人である。ここの郡庁所在地はMount Idaである。この郡は1842年12月9日に設立されアメリカ独立戦争中に亡くなったアメリカ人将軍「リチャード・モントゴメリー」の名を取って命名された。

## 地理
アメリカ合衆国統計局によると、この郡は総面積2,073 km2 (800 mi2) である。このうち2,023 km2 (781 mi2) が陸地で50 km2 (19 mi2) が水地域である。総面積の2.42%が水地域となっている。

### 隣接する郡
- イェール郡  (北)
- ガーランド郡  (東)
- ホットスプリング郡 & クラーク郡  (南東)
- パイク郡  (南)
- ポーク郡  (西)
- スコット郡  (北西)

## 人口動勢
2000年現在の国勢調査で、この郡は人口9,245人、3,785世帯、及び2,747家族が暮らしている。人口密度は5/km2 (12/mi2) である。2/km2 (6/mi2) の平均的な密度に5,048軒の住居が建っている。この郡の人種的構成は白人95.42%、アフリカン・アメリカン0.29%、先住民1.11%、アジア0.37%、太平洋諸島系0.01%、その他の人種1.56%、及び混血1.23%である。人口の2.53%がヒスパニックまたはラテン系である。
この郡内の住民は23.50%が18歳未満の未成年、18歳以上24歳以下が6.20%、25歳以上44歳以下が25.00%、45歳以上64歳以下が26.30%、及び65歳以上が18.90%にわたっている。中央値年齢は42歳である。女性100人ごとに対して男性は96.20人である。18歳以上の女性100人ごとに対して男性は95.00人である。
この郡の世帯ごとの平均的な収入は28,421米ドルであり、家族ごとの平均的な収入は32,769米ドルである。男性は25,865米ドルに対して女性は18,063米ドルの平均的な収入がある。この郡の一人当たりの収入 (per capita income) は14,668米ドルである。人口の17.00%及び家族の13.00%は貧困線以下である。全人口のうち18歳未満の22.50%及び65歳以上の16.00%は貧困線以下の生活を送っている。

## 都市及び町
- ブラックスプリングス
- Mount Ida
- ノルマン (Norman)
- Oden